# Heimtali volksmuseum
Het Heimtali volksmuseum is een museum in het Estse dorp Heimtali. Het museum ontstond in de jaren tachtig en is gevestigd in een oud dorpsschoolgebouw dat dateert uit 1864. De collectie van het museum omvat een verzameling voorbeelden van nationaal handwerk, zoals oude huishoudelijke artikelen en meubilair uit een honderd jaar oude schoolkamer. Ter gelegenheid van het 100-jarig jubileum van het Estse Nationaal Museum in 2010 schonk Anu Raud, de oprichter van het Heimtali Volksmuseum, het museum aan de Estse staat. Het museum ging toen verder onder het beheer van het Estse Nationaal Museum.
Nationaal Museum van Estland · Heimtali volksmuseum